# Kerk van de Gereformeerde Gemeenten in Nederland (Dinteloord)
De Kerk van de Gereformeerde Gemeenten is een voormalig protestants kerkgebouw in de tot de Noord-Brabantse gemeente Steenbergen behorende plaats Dinteloord. Het gebouw is gelegen aan de Westgroeneweg 67.

## Geschiedenis
De Gereformeerde Gemeenten in Nederland beschikten over een eigen kerkgebouw. In 1980 vond echter een kerkscheuring plaats, waarbij de meerderheid van de gemeenteleden zich engageerde met de Gereformeerde Gemeenten in Nederland (buiten verband) die dan ook de kerk overnamen.
Het kerkje, ontworpen door G. Geluk, was maar klein en sober en had een lichtkoepel. Aan de buitenzijde oogde het niet als een kerk. Ook de gemeente zelf was klein. Deze werd in 2006 opgeheven, omdat er nauwelijks meer kerkgangers kwamen. De kerk werd gesloten en omgebouwd tot woning en fotoatelier.